# Ephraim Bateman
Ephraim Bateman, född 9 juli 1780 i Cedarville, New Jersey, död 28 januari 1829 i Cedarville, New Jersey, var en amerikansk politiker. Han representerade delstaten New Jersey i båda kamrarna av USA:s kongress, först i representanthuset 1815–1823 och sedan i senaten från 10 november 1826 fram till 12 januari 1829.
Bateman studerade vid University of Pennsylvania. Han arbetade sedan som läkare i New Jersey. Han blev invald i USA:s representanthus i kongressvalet 1814. Han omvaldes tre gånger. Senator Joseph McIlvaine avled 1826 i ämbetet och efterträddes av Bateman. Han avgick i januari 1829 på grund av dålig hälsa och avled sexton dagar efter sin avgång.